# Dietrichsburg (Kornberg)
Die Dietrichsburg ist eine abgegangene frühe Burganlage unterhalb des Großen Kornbergs im oberfränkischen Landkreis Wunsiedel im Fichtelgebirge, deren Lage nicht eindeutig geklärt ist.
In einer Verkaufsurkunde der Wilden an die Burggrafen von Nürnberg von 1356 wird die sogenannte Dietrichsburg (als Dyetrichspurg) in einer Aufzählung des Besitzes genannt:
„(…) Darnach an Hagenbůch, zwendorn, Dyetrichspurg, průnn, Spilberg, Leukin hie dissit der Eger, gegen dem Ekprehtstein warts, Reynbotengruen vnd hindern Sloeppin, dar an daz halbe teil, mit zinse, mit Lehen vnd mit allen rechten; (…)“
Dieser urkundlichen Erwähnung stehen mögliche Standorte von Burgställen gegenüber, deren ursprüngliche Namen aufgrund ihrer vorurkundlichen Bedeutung nicht überliefert sind. Durch die 1356 veräußerte Besitzfläche beschränken sich Theorien zur Zuordnung aber auf den Burgstall Großwendern (auch Steinelburg genannt) und das Gebiet um Niederlamitz, Karl Dietel stellte  den Zusammenhang her. In Niederlamitz bestand eine Wasserburg, die später als Hammerwerk genutzt und schließlich 1880 abgetragen wurde. Johannes Foerderreuther nennt als namensgebenden den Hammerbesitzer Nicol Dietrich den Älteren. Bernhard Hermann Röttger geht bei seiner Inventarisierung des Landkreises ebenfalls vom Hammerwerk als Standort der Dietrichsburg aus. Auf der Suche nach dem historischen Ursprung des Ortes lokalisiert Herbert Biedermann die Dietrichsburg als eine weitere Wasserburg in Niederlamitz, an einer Stelle, an der sich heute mehrere Bauernhöfe (Benker, Medik, Riedel, Stöhr) befinden.